# Higashitsugaru (huyện)
Higashitsugaru (東津軽郡 Higashitsugaru-gun) là huyện thuộc tỉnh Aomori, Nhật Bản. Tính đến ngày 1 tháng 10 năm 2020, dân số ước tính của huyện là 20.401 người và mật độ dân số là 31 người/km2. Tổng diện tích của huyện là 653,5 km2.